# Written in Red
Written in Red es el decimotercer álbum de estudio de la banda inglesa The Stranglers. Producido por Andy Gill, miembro de Gang of Four. El álbum fue lanzado el 27 de enero de 1997 por el sello When! Recordings.

## Listado de canciones
1. "Valley Of The Birds" (3:15)
2. "In Heaven She Walks" (3:49)
3. "In A While" (3:19)
4. "Silver Into Blue" (3:28)
5. "Blue Sky" (3:41)
6. "Here" (4:21)
7. "Joy De Viva" (3:39)
8. "Miss You" (3:52)
9. "Daddy's Riding The Range" (4:19)
10. "Summer In The City" (3:27)
11. "Wonderful Land" (3:41)

## Miembros
The Stranglers
- Paul Roberts - Voz.
- John Ellis - Guitarra.
- Jean Jacques Burnel - Bajo y coros.
- Dave Greenfield - Órgano, sintetizador y coros.
- Jet Black - Batería y percusión.

- Datos: Q3570126